# Carola Sachse
Carola Sachse (* 7. März 1951 in Kassel) ist Professorin (i. R.) für Zeitgeschichte an der Universität Wien. Zu ihren Schwerpunkten gehören die Wissenschaftsgeschichte und die Geschlechtergeschichte im Nationalsozialismus und im Kalten Krieg.

## Leben
Sachse studierte von 1969 bis 1974 Geschichte, Romanistik, Politikwissenschaften, Pädagogik und Philosophie an den Universitäten Fribourg (Schweiz), Frankfurt am Main und an der Freien Universität Berlin. 1975 absolvierte sie das erste Staatsexamen für das Lehramt an Gymnasien in Geschichte, Sozialkunde, Erziehungswissenschaften und Philosophie. 1987 wurde sie an der Technischen Universität Berlin mit der Arbeit Betriebliche Sozialpolitik als Familienpolitik in der Weimarer Republik und im Nationalsozialismus. Mit einer Fallstudie über die Firma Siemens, Berlin promoviert. 2001 habilitierte sie sich dort mit der Arbeit Der Hausarbeitstag. Gerechtigkeit und Gleichberechtigung in Ost und West 1939–1994.
Sachse war wissenschaftliche Mitarbeiterin am Zentralinstitut für sozialwissenschaftliche Forschung der Freien Universität Berlin (1977–1982), am Hamburger Institut für Sozialforschung (1984–1986, 1988–1991), am Frankfurter Institut für Sozialforschung (1986–1988) und am Zentrum für Interdisziplinäre Frauen- und Geschlechterforschung der TU Berlin (1995–1999) sowie Geschäftsführerin des Förderprogramms Frauenforschung des Senats von Berlin (1991–2000).
Von 2000 bis 2004 leitete sie das Forschungsprogramm der Max-Planck-Gesellschaft (MPG) zur Geschichte der Kaiser-Wilhelm-Gesellschaft im Nationalsozialismus. Im Februar 2004 folgte sie dem Ruf auf die Universitätsprofessur für Zeitgeschichte im internationalen Kontext an der Historisch-Kulturwissenschaftlichen Fakultät der Universität Wien. Seit Oktober 2016 ist sie im Ruhestand und forscht als Gastwissenschaftlerin am Max-Planck-Institut für Wissenschaftsgeschichte in Berlin zur Geschichte der MPG im Feld der internationalen Politik.
Die Historikerin war und ist Mitglied im Beirat der Zeitschrift Feministische Studien sowie zahlreicher Kommissionen zur Aufarbeitung historisch problematischer Vergangenheiten von wissenschaftlichen und medizinischen Institutionen und Fachgesellschaften in Österreich, Deutschland, Frankreich und der Schweiz.

## Forschung und Lehre
Carola Sachse engagierte sich ab Mitte der 1970er Jahre in der Frauenbewegung und insbesondere der Entwicklung, Förderung und Institutionalisierung von Frauen- und Geschlechterforschung. Sie forschte zum Zusammenhang von betrieblicher und sozialer Rationalisierung in Deutschland in der ersten Hälfte des 20. Jahrhunderts, zum Verhältnis von Hausarbeit und Erwerbsarbeit im Ost-West-Vergleich während des Kalten Krieges sowie zum Verhältnis von individuellen und kollektiven Menschenrechten und ihrer Bedeutung für Frauen und andere in den je herrschenden Geschlechterverhältnissen diskriminierte Gruppen.
Seit 2000 befasste sich Sachse schwerpunktmäßig mit dem Verhältnis von Wissenschaft und Politik im 20. Jahrhundert. Sie publizierte zur Teilhabe naturwissenschaftlicher Eliten am NS-Herrschaftssystem und zur historisch-politischen Aufarbeitung biowissenschaftlicher und medizinischer NS-Verbrechen. An der Universität Wien leitete sie u. a. Forschungsprojekte zur Geschichte der Kernforschung in Österreich und zur Geschichte des Mitteleuropäischen Wirtschaftstages. Zusammen mit Silke Fengler und Alison Kraft initiierte sie 2012 internationale Forschungen zur Geschichte der Pugwash Conferences on Science and World Affairs (PCSWA). 2023 legte sie ihre Studie „Wissenschaft und Diplomatie. Die Max-Planck-Gesellschaft im Feld der internationalen Politik 1945-2000“ vor.
An der Universität Wien unterrichtete sie vornehmlich in den von ihr mitentwickelten neuen Studiengängen: MATILDA: European Master in Women’s and Gender History; HPS-History and Philosophy of Science (Masterstudium); Doktorandenkolleg: Naturwissenschaften im historischen, philosophischen und kulturellen Kontext.

## Veröffentlichungen (Auswahl)
Monographien
- Siemens, der Nationalsozialismus und die moderne Familie. Eine Untersuchung zur sozialen Rationalisierung in Deutschland im 20. Jahrhundert, Hamburg: Rasch & Röhring Verlag 1990
- Der Hausarbeitstag. Gerechtigkeit und Gleichberechtigung in Ost und West 1939–1994, Göttingen: Wallstein Verlag 2002.
- Wissenschaft und Diplomatie. Die Max-Planck-Gesellschaft im Feld der internationalen Politik (1945–2000), Göttingen: Vandenhoeck & Ruprecht 2023 (online).

Herausgeberschaften
- Politics and Science in Wartime. Comparative International Perspectives on Kaiser Wilhelm Institutes, hg. v. Carola Sachse und Mark Walker, Osiris Bd. 20, Chicago UP, 2005.
- Human Rights, Utopias, and Gender in Twentieth-Century Europe, hg. v. Atina Grossmann und Carola Sachse, Central European History 44 (2011), H. 1.
- Alison Kraft, Carola Sachse (Hg.): Science, (Anti-)Communism and Diplomacy. The Pugwash Conferences on Science and World Affairs in the Early Cold War, History of Modern Science, Vol. 3, Leiden: Brill, 2020 (online).
- Regine Othmer, Dagmar Reese, Carola Sachse (Hg.): Annemarie Tröger. Kampf um feministische Geschichten. Texte und Kontexte 1970–1990, Göttingen: Wallstein, 2021.
- Vorabdrucke Nr. 1 bis 21 zum Forschungsprogramm „Geschichte der Kaiser-Wilhelm-Gesellschaft im Nationalsozialismus“, Berlin, 2000–2004.
- Die Verbindung nach Auschwitz. Biowissenschaften und Menschenversuche an Kaiser-Wilhelm-Instituten. Dokumentation eines Symposiums (= Geschichte der Kaiser-Wilhelm-Gesellschaft im Nationalsozialismus, Band 6). Wallstein Verlag, Göttingen 2003, ISBN 3-89244-699-7.
- Hrsg. mit Mark Walker: Politics and Science in Wartime. Comparative International Perspectives on the Kaiser Wilhelm Institutes (= Osiris. 2nd Ser., Bd. 20). University of Chicago Press, 2005, ISBN 0-226-73328-9.

Aufsätze
- mit Benoit Massin: Biowissenschaftliche Forschung an Kaiser-Wilhelm-Instituten und die Verbrechen des NS-Regimes. Informationen über den gegenwärtigen Wissensstand (= Vorabdruck Nr. 3 des Forschungsprogramms „Geschichte der Kaiser-Wilhelm-Gesellschaft im Nationalsozialismus“), Berlin 2000 (PDF; 200 KB).
- Von Männern, Frauen und Hunden. Der Streit um die Vivisektion im Deutschland des 19. Jahrhunderts. In: Feministische Studien. 1, 2006, S. 9–28.
- Apology, responsibility, memory. Coming to terms with Nazi medical crimes. The example of the Max Planck Society. In: European Archive of Psychiatry and Clinical Neuroscience 261 (2011), Supplement 2, S202–S206.
- Basic Research in the Max Planck Society: Science Policy in the Federal Republic of Germany, 1945–1970. In: David Kaldewey, Désirée Schauz (Eds.): Basic and Applied Research: The Language of Science Policy in the Twentieth Century, Berghahn Books 2018, pp. 163–186, DOI:10.2307/j.ctv8bt0z7 (Open Access).
- Propositions pour une politique mémorielle concernant les crimes médicaux et leus victimes à la Reichsuniversität Straßburg, 1941-1944, in: Christian Bonah, Florian Schmaltz und Paul Weindling (Hg.): La faculté de médecine de la Reichsuniversität Straßburg et l'hôpital civil sous l'annxion de fait nationale-socialiste 1940-1945. Strasbourg 2022, 467-479. (http://applications.unistra.fr/unistra/visionneuse/rapport-commission-historique-Reichsuniversitat-Strassburg/12/)

Eine umfassende Publikationsliste von Carola Sachse findet sich auf der Homepage der Universität Wien.

## Festschrift
- Birgit Kolboske, Axel C. Hüntelmann, Ina Heumann, Susanne Heim (Hrsg.): Wissen Macht Geschlecht: ein ABC der transnationalen Zeitgeschichte, Berlin: Edition Open Access, Max Planck Institute for the History of Science 2016, ISBN 978-3-945561-12-6.